# Eigen-ji
Eigen-ji is een van de veertien autonome afdelingen van de rinzai-boeddhistische school in Japan. De tempel is gesticht in 1361 door de heer van de provincie Omi, Sasaki Ujiyori, en ligt in Higashiomi, prefectuur Shiga. De stichtend abt was de beroemde dichter en "roshi" Jakushitsu Genko. Gedurende de Onin-oorlog van de 15de eeuw was het een populaire bestemming voor de leden van de Vijf-bergen-scholen van Zen. Na een verwoestende reeks branden rond 1500 heeft een nieuw geplaatste abt, Isshi Bunshu, de tempel gerestaureerd. Deze wordt nu in het algemeen beschouwd als de tweede stichter. Vandaag de dag is het de hoofdtempel van de Eigen-ji afdeling van het rinzai. Het bestuurt een klooster en meer dan 120 tempels.